# All You Want
All You Want este cel de-al patrulea single extras de pe albumul No Angel, al interpretei de origine engleză, Dido.